# Смертная казнь на Украине
Смертная казнь на Украине была отменена в 2000 г. После вступления осенью 1995 г. в Совет Европы Украина приняла на себя обязательство отказаться от смертной казни. С марта 1997 г. в стране де-факто действовал мораторий на её применение. В феврале 2000 г. Украина ратифицировала протокол N 6 к Конвенции о защите прав человека и основных свобод, касающийся отмены смертной казни. Украина провела свою последнюю казнь в 1997 году по данным Amnesty International.